# Yaritza Reyes

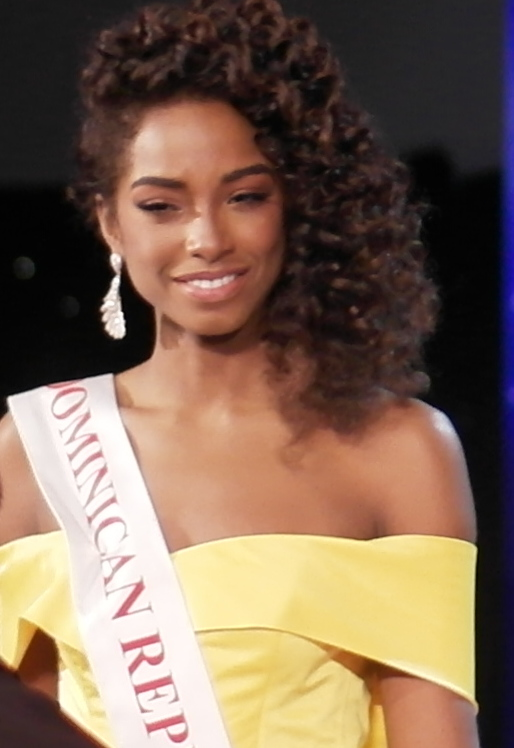
Yaritza Reyes.

Yaritza Miguelina Reyes Ramírez (Santo Domingo Norte, 17 de dezembro de 1993) é uma atriz, cantora, modelo e titular de concurso de beleza dominicana que foi coroada Senhorita República Dominicana 2013 e representou a República Dominicana no Miss Universo 2013 em Moscou, na Rússia. Ela também ganhou o Miss Mundo Dominicana 2016 e, em seguida, representou a República Dominicana no Miss Mundo 2016 em Washington, D.C., Estados Unidos.

## Biografia

### Senhorita República Dominicana 2013
Em 3 de agosto de 2013, Reyes concorreu ao título nacional de Senhorita República Dominicana 2013 representando a província de Elías Piña. Ela foi coroada como vencedora e participou da 62ª edição do concurso de Miss Universo após sua vitória, realizado em 2013 em Moscou, na Rússia.
No Miss Universo 2013 entre as 16 melhores, terminando no Top 10 da edição. Ela foi a terceira mulher de ascendência predominantemente africana a representar a República Dominicana no Miss Universo, depois de Ruth Ocumárez em 2002 e Ada de la Cruz em 2009.

### Reina Hispanoamericana 2013
Reyes representou a República Dominicana no concurso Reina Hispanoamericana 2013. Alma Álvarez deveria ter sido a representante do país, mas não se sabe se foi destronada. Também não se sabe se Reyes foi nomeado ou ganhou um concurso.

### Miss Mundo 2016
Yaritza Reyes competiu no Miss Mundo Dominicana 2016, realizada em 18 de junho de 2016, tendo sido anunciada como a vencedora. Representou a República Dominicana no concurso Miss Mundo 2016, em 18 de dezembro de 2016, e foi colocada como a Miss Mundo América 2016 (1ª vice-campeã). Ela também foi colocada no Top 24 em "Beauty with a Purpose" em uma competição esportiva.